# Prvenstvo Avstralije 1931
Prvenstvo Avstralije 1931 v tenisu.

## Moški posamično
Jack Crawford :  Harry Hopman, 6–4, 6–2, 2–6, 6–1

## Ženske posamično
Coral McInnes Buttsworth :  Marjorie Cox Crawford, 1–6, 6–3, 6–4

## Moške dvojice
Charles Donohoe /  Ray Dunlop :  Jack Crawford /  Harry Hopman, 8–6, 6–2, 5–7, 7–9, 6–4

## Ženske dvojice
Daphne Akhurst Cozens /  Louise Bickerton :  Nell Lloyd /  Lorna Utz, 6–0, 6–4

## Mešane dvojice
Marjorie Cox Crawford /  Jack Crawford :   Emily Hood Westacott /  Aubrey Willard, 7–5, 6–4